# Saint Onii-san
«Saint Onii-san» (яп. 聖☆おにいさん Сэинто☆Онии-сан, букв. Святые юноши) — японская манга авторства Хикару Накамуры. Сюжет разворачивается вокруг Иисуса Христа и Будды Шакьямуни, основателей христианства и буддизма, которые живут на окраине японского города Токио. Манга публиковалась издательством Kodansha в ежемесячном журнале Morning 2 с 2006 года. Первый том манги был выпущен 23 января 2008 года, а последний и девятый 23 августа 2013 года. Из-за беременности Накамуры выпуск манги был остановлен с 2011 по 2012 год.
Манга была также выпущена на китайском языке издательством Tong Li Publishing, французском компанией Kurokawa, итальянском — J-Pop и испанском компанией Norma Editorial. Американская компания также хотела получить права на распространения манги в США, однако издательство отказалось от предложения, утверждая, что для американской аудитории сюжет может показаться кощунственным.
По мотивам манги студией A-1 Pictures были выпущены 2 OVA-серии и полнометражный анимационный фильм в 2013 году. Сюжет манги создал множество споров и даже общественный протест среди консервативных буддистов Таиланда.

## Сюжет
Мир за последние столетия изменился почти до неузнаваемости. Великие пророки Иисус Христос и Будда Шакьямуни — основатели христианства и буддизма — решают лучше понять современный мир, пожив некоторое время среди смертных и после долгих споров выбирают Японию, город Татикава — пригород Токио. Иисус и Будда, притворяясь братьями, ведут скромный образ жизни, но им не всегда удаётся скрывать свою «небесную природу», что порождает самые разнообразные слухи среди соседей и местных жителей. Также двум пророкам приходится подчиняться правилам злой хозяйки дома, у которой они снимают комнату.

## Список персонажей
Иисус Христос (яп. イエス・キリスト Иэсу Кирисуто) — главный герой истории, отправился вместе с Буддой жить на Землю (Японию, Токио). Очень добродушный, но в то же время темпераментный и прямолинейный, в отличие от Будды не боится посещать людные места и более решителен в поступках. Носит терновый венец, когда Иисус расстраивается, то лоб и стигматы начинают кровоточить, если наоборот радуется — венец превращается в розы. Из-за того, что это происходит рефлекторно, Иисус попадает в неудобные ситуации, так как люди не должны узнать, кто он такой. Он также умеет из камня делать ржаной хлеб, но не более. Иисус также открыл свой блог в интернете, который набрал уже 10,000 подписчиков, среди которых Иуда, также является поклонником дорам и пишет рецензии на них. Изначально хотел отправиться жить в Испанию, но эту идею не поддержал Будда. Местные девушки считают, что Иисус похож на Джонни Деппа. Ангелы и жители небес очень пристально следят за Иисусом и прибывают всегда, когда Иисус кричит, даже во время развлечений, например на американских горках. Панически боится воды и при жизни во время крещения не смог нырнуть под воду, также ходит по воде при жизни из-за страха к плаванию, может управлять водяными волнами.
Сэйю: Мирай Морияма
Будда Гаутама (яп. ゴータマ・ブッダ Го:тама Будда) — главный герой истории, отправился вместе с Иисусом пожить на земле. Как Иисус, он застенчив и добродушен, но в то же время более подавлен и страдает паранойей. Имеет характерную причёску, и длинные мочки ушей, чем привлекает внимание множество людей и туристов. Людям кажется, что Будда сделал химзавивку на голове, также они очень любят трогать его тилаку на лбу, чем доставляют боль Будде. Обладает «завораживающим взглядом». Когда радуется, его голова начинает светиться, из-за чего Будда должен контролировать свои чувства при людях, также привлекает множество животных. При вспышке радости Будды возникают разные «чудеса», например персиковое дерево может внезапно дать спелые плоды. Когда злится, то начинает испускать молнии. В приступе паники начинает пересказывать сутры. Хотя он родом из Индии, принципиально отказался туда ехать, так как считает их воды слишком загрязнёнными. Терпеть не может горячее молоко. Стал поклонником работ Осаму Тэдзуки после того, как увидел свой образ в одном из его работ. При жизни умер, отравившись грибами. Не любит статуи со своим изображением и даже жалеет, что при жизни не запретил их.
Сэйю: Гэн Хосино

## Создание
Завоевав известность благодаря своим ранним работам Arakawa Under the Bridge редакторы издания Weekly Morning заинтересовались творчеством Хикару Накамуры, предложив создать новую работу. Хикару изначально сделала наброски двух друзей, одетых в белые рубашки. По задумке история должна была быть комедийной, а один из персонажей обладать скрытыми и божественными полномочиями. Так Хикару решила сделать одного из персонажей Иисусом, а позже добавить и Будду. Создавая новых персонажей, Хикару черпала вдохновение от своей энергичной сестры и её «более спокойного» мужа, по словам Хикару между ними нередко возникали забавные ситуации. Также автор манги уверена в сходстве между персонажем-Буддой с Буддой из произведения знаменитого писателя Осаму Тэдзуки — Buddha. Несмотря на то, что манга затрагивает религиозные темы, Хикару при её создании ограничивалась собственными знаниями и представлениями. Спорные моменты, затрагивающие блогинг и якудз не создавались с целью критики религии, а лишь для того, чтобы развивать сюжет, для этого создавались и прочие персонажи. При создании глав Хикару изначально набрасывает короткие комические сцены, а потом соединяет в более длинные истории. В среднем на создание главы уходит от 10 дней до 2 недель, также Хикару помогают 4 художника-ассистента.

## Популярность и критика
Манга Saint Onii-san получила культурную премию Осаму Тэдзуки, как лучшее короткое произведение 2009 года. Издание журнала Kono Manga ga Sugoi! назвал мангу лучшей для читателей-мужчин. Манга была номинирована на премию международного фестиваля комиксов в Ангулеме, как лучший комикс года. После приобретения популярности, манга начала продаваться в газетных киосках, также издательство Коданся начало публиковать главы манги в интернете в 2009 году. По данным на май 2013 год было продано 9,5 миллионов копий манги, а в самой Японии — 2,6 миллионов копий, заняв 10 место манг-бестселлеров в 2009 году, 16 место в 2011 году (2,5 млн коп.) и 18 место в 2013 году (2,4 млн коп.). Все новые тома манги при выпуске попадают в список 50 бестселлеров Японии. Карло Сантос, критик сайта Anime News Network оценил мангу, назвав его простым и блестяще банальным с точки зрения двух мировых религий, причуды светского мира, с которыми сталкиваются знаменитые пророки. Он также похвалил мангу за развитие сюжета, которого не хватает в других комедийных комиксах, назвав мангу «божественной комедией».

## Аниме
Впервые о предстоящем выпуске аниме стало известно в 44 выпуске журнала Weekly Morning. 30 апреля 2013 года была выпущена книга-путеводитель к аниме. Режиссёром аниме выступил Норико Такао, автором сценария — Рика Нэдзу, дизайнером персонажей — Наоюки Асано, а композиторами — Кэйити Судзуки у Ромэй Сирай. Созданием аниме занималась студия A-1 Pictures, дистрибьютером выступила компания Toho. Премьера в Японии состоялась 10 мая 2013 года. 8 мая 2013 года официально стал доступен саундтрек к аниме. 23 октября 2013 года аниме было выпущено в DVD и Blu-ray изданиях. Также вместе с ограниченным изданием 8 тома манги была доступна OVA-серия, и ещё одна вместе с 9 томом.